# Harlingen (Nueva Jersey)
Harlingen es un lugar designado por el censo ubicado en el condado de Somerset en el estado estadounidense de Nueva Jersey. En el año 2010 tenía una población de 297 habitantes.

## Geografía
Harlingen se encuentra ubicado en las coordenadas 40°26′45″N 74°39′53″O / 40.44583, -74.66472.